# Новый Казахстан
Новый Казахстан (каз. Жаңа Қазақстан; рус. Новый Казахстан) — национальная концепция реформирования и модернизации, разработанная президентом Касым-Жомартом Токаевым после январских событий 2022 года. Целью проекта стало проведение политических, административных и социальных реформ, направленных на обновление государства, усиление гражданского общества и повышение качества жизни населения.

## Исторический контекст

### Происхождение термина
Понятие «Новый Казахстан» впервые было использовано ещё в 2007 году бывшим президентом Нурсултаном Назарбаевым в послании народу Казахстана под названием «Новый Казахстан в новом мире», где оно служило символом прогресса страны с момента обретения независимости в 1991 году.
Однако современная трактовка концепции была представлена уже при президенте Касым-Жомарте Токаеве в марте 2022 года, вскоре после массовых беспорядков января 2022 года. Эти события стали катализатором необходимости системных изменений в государственном управлении и политике.

## Основные принципы
Цель концепции — создать более эффективную систему управления, укрепить институты гражданского общества и установить баланс между политическими и экономическими реформами. Согласно видению президента Токаева, «Новый Казахстан» должен быть суверенным, динамичным и открытым миру государством, занимающим достойное место на международной арене.
Президент Токаев также подчеркнул необходимость перехода к модели управления, которую он назвал «слушай государство», предполагающей постоянный диалог между властью и обществом. Однако на начальном этапе его политика подвергалась критике за недостаток конкретных мер и влияние прежнего лидера — Нурсултана Назарбаева, который продолжал сохранять значительное влияние через Совет безопасности и партию Nur Otan.

## Объявление концепции
После подавления январских протестов в 2022 году президент Токаев впервые заговорил о необходимости полного пересмотра системы управления и стратегии развития страны. Он заявил, что «мы вместе построим новый Казахстан», подчеркнув важность перемен. Позднее, в Послании народу от 16 марта 2022 года, Токаев официально объявил о начале пути к «Новому Казахстану» как к новому государственному курсу.

## Реформы и инициативы

### Разделение власти и ограничение полномочий президента
Одним из ключевых направлений стал пересмотр роли президента в политической системе. Токаев выступил за:
- Отказ от руководства правящей партией «Amanat»;
- Запрет на членство президента в какой-либо политической партии во время исполнения своих обязанностей;
- Упразднение права президента отменять решения местных акимов (губернаторов), чтобы повысить автономию регионов;
- Запрет на занятие должностей родственниками президента в госструктурах[10].

### Модернизация законодательной власти
Для укрепления парламентской системы были предложены следующие меры:
- Уменьшение президентской квоты в Сенате;
- Ликвидация квоты Собрания народа Казахстана в Мажилисе;
- Усиление функций Мажилиса по контролю бюджета;
- Расширение прав местных советов (маслихатов), включая право на выборы акимов через одобрение маслихатов[10].

### Избирательная система
Было предложено изменить избирательную систему с пропорциональной на смешанную, чтобы обеспечить лучшее представительство интересов региональных избирателей. Также вводился так называемый императивный мандат, позволяющий отзывать депутата, если он не выполнил свои обещания перед избирателями.

### Партийная система
Для развития многопартийности были снижены пороги регистрации новых партий:
- Минимальное число членов партии — с 20 000 до 5 000;
- Число членов региональных отделений — с 600 до 200;
- Число инициативных групп для создания партии — с 1000 до 700 человек[10].

### Современные выборы
Для модернизации избирательного процесса планировалось:
- Ввести электронное голосование;
- Разрешить досрочное и многоэтапное голосование;
- Регулировать предвыборную кампанию в соцсетях;
- Усилить роль наблюдателей и создать единый электронный список избирателей для предотвращения мошенничества[10].

### Институты защиты прав человека
В рамках концепции планировалось:
- Создать Конституционный суд для рассмотрения жалоб граждан;
- Отменить смертную казнь;
- Улучшить борьбу с пытками и насилием;
- Обеспечить открытость судебных процессов через онлайн-трансляции;
- Укрепить сотрудничество с НКО и создать Национальный курултай для взаимодействия власти и общества[10].

### Административно-территориальное устройство
Было объявлено о создании новых областей — Абайская область, Улытауская область и Жетысуская область.

### Децентрализация власти
Концепция предусматривала передачу реальных полномочий на местный уровень. Для этого:
- Был пересмотрен механизм финансирования регионов;
- Увеличены полномочия местных органов власти;
- Упрощены процедуры закупок для местных администраций;
- Была объявлена цель — сделать самоуправление реальным, а не номинальным[10].

### Антикризисные меры
На фоне экономических трудностей были приняты меры по:
- Стабилизации национальной валюты — тенге;
- Устранению спекулятивного спроса;
- Обеспечению продовольственной безопасности;
- Де-бюрократизации государственных процедур[10].

## Хронология событий
- 28 марта 2022 года — создан рабочий орган по подготовке поправок к Конституции.
- 29 апреля 2022 года — президент объявил о намерении провести конституционный референдум.
- 5 ноября 2022 года — изменения в Конституцию были официально подписаны президентом Токаевым после их одобрения на референдуме 5 июня 2022 года, где за высказалось 77,2 %, против — 18,7 %[12][13].

## Реакция и критика
Хотя концепция получила широкую поддержку на референдуме, она также вызвала вопросы:
- Некоторые эксперты указали на медленное выполнение реформ;
- Граждане выражали обеспокоенность из-за слабой реализации[14];
- Политические аналитики отмечали, что некоторые меры носят декларативный характер и требуют дальнейшей детализации[15].